# Tukums (novads)
Tukums (łot.: Tukuma novads) – jeden z łotewskich novadsów, funkcjonujący od 2021.
W skład novadsu wchodzą: 
- miasta: Kandava, Tukums
- pagastsy: Cēre, Degole, Džūkste, Engure, Irlava, Jaunpils, Jaunsāti, Kandava, Lapmežciems, Lestene, Matkule, Pūre, Sēme, Slampe, Smārde, Tume, Vāne, Viesati, Zante, Zemīte, Zentene

## Historia
Novads powstało podczas reformy administracyjnej w 2021, z połączenia dotychczasowych novadsów: Engure, Jaunpils, Kandava i Tukums.